# I ladri
Pour plus de détails, voir Fiche technique et Distribution.
I ladri (littéralement « les voleurs ») est un film italien réalise par Lucio Fulci et sorti en 1959.

## Synopsis
Un gangster italo-américain arrive à Naples, venant des États-Unis. Il se déplace en Italie avec des produits illégaux, cachés dans des pots de confiture. Lorsque les pots arrivent au port de Naples, ils tombent entre de mauvaises mains.

## Fiche technique
- Réalisation : Lucio Fulci
- Production : I.C.M. (Rome), Fenix film (Madrid)[1]
- Durée : 95 minutes
- Date de sortie :
  - Italie : 27 juin 1959

## Distribution
- Totò : commissaire Di Sapio
- Giovanna Ralli : Maddalena
- Armando Calvo : Joe Castagnato
- Giacomo Furia : Vincenzo Scognamiglio
- Enzo Turco : Brigadier Nocella
- Roberto De Simone : Agent américain
- Juanjo Menéndez : Oncle Alberto
- Rafael Luis Calvo (it) : oncle de Vincenzo
- María Luisa Rolando : Concetta Improta
- Félix Fernández : Dr Ascione
- Fred Buscaglione : Lui-même